# NW S
La NW type S est une automobile fabriquée par Nesselsdorfer Wagenbau-Fabriks-Gesellschaft A. G. (NW, maintenant connu sous le nom Tatra) entre 1906 et 1917.
Hans Ledwinka, qui quitta la société en 1902, fut réintégré en 1905 (il travailla entre-temps pour la société Alexander Friedman à Vienne). Il commença immédiatement à travailler sur une nouvelle voiture de conception moderne et progressiste, comprenant entre autres un moteur performant à soupapes en tête actionnées par un arbre à cames en tête (ACT) et des chambres de combustion hémisphériques. Le moteur est monté sur trois points avec de grandes baies d'accès. Le moteur et la boîte de vitesses forment une unité massive appelée monobloc.
La boîte de vitesses en forme de cloche à quatre rapports n'avait que cinq engrenages, dont deux de type anneau avec des dents à l'intérieur de la surface. Les vitesses sont engagées en déplaçant les engrenages dans l'axe radial. L'essieu arrière est entraîné par un arbre qui remplace la chaîne.
Les S 4 à moteurs quatre cylindres et S 6 à six cylindres atteignaient la vitesse maximale de 80 km/h et 100 km/h. La production totale des deux modèles fut de 74 unités.